# 中国鉄通
中国鉄通 （正式名は中国鉄通集団有限公司、英語名：China TieTong Telecommunications Corporation、英語略称： CTT)は中国鉄道部から分かれてできた電気通信事業者（株式会社）で、中国全土に通信サービスを行なっている。以前は、中国鉄道通信信息有限公司（英語名：China Railway Communication Corporation, Limited（略称：China Railcom または CRC）と呼ばれていた。

## 歴史
前身の鉄道通信信息有限責任公司は、2000年12月に従業員7万人の大規模通信企業として開業した。その後2004年、中華人民共和国鉄道部（中国の国鉄）から独立し、国務院国有資産監督管理委員会の管理下企業（中央企業）となった。
豊富なバックボーン（CRNET - China Railway Internet）を利用して、鉄道関係のサービス、全国で企業向けサービスなどを行なっているだけでなく、各地のケーブルテレビ回線を利用して、一般家庭向けにもインターネット接続サービスを提供している。
2008年5月、中国の通信業界が3つのメガグループ（中国電信・中国聨通・中国移動）に再々編成される過程で中国移動に併合され、完全子会社化された。